# BitDefender
BitDefender（ビットディフェンダー）とは、ルーマニアのSOFTWIN社の開発・販売するアンチウイルスソフトウェアである。

## 概要
前身は1996年にルーマニア国内で発売されたDOSアプリケーションの「AntiVirus eXpert」で、その後Windows版、Linux版が開発される。2001年にブランド名を「BitDefender」に統一して世界販売を開始する。その後企業向け製品なども投入し、ヨーロッパでは高いシェアを持つ。
検出率の高さと独自のヒューリスティック機能を持つアンチウイルスソフトウェアで、第三者機関によるテストでも常に上位に入る好成績を収めている。サーバー向けからデスクトップ向けまで幅広い製品を展開している。
日本での法人向け製品（後述）の販売及びサポートはカントリーパートナーである株式会社サンブリッジセキュアウェイクが行っている。

## 個人向け製品
Windows環境向けに、機能に応じて次の4エディションが発売されている。フリー版（後述）と異なる点として、ユーザの練度に応じたインターフェイスの切り替え機能、常に常駐してのリアルタイムスキャンを行う点があり、仮想環境でのふるまい検知（B-Have）や、通常時のふるまい検知（AVC）などの2つのヒューリスティック機能が備わっている。さらにエディションによってはファイアウォールやバックアップ機能が追加される。
- BitDefender AntiVirus Plus
アンチウイルス機能など基本的なマルウェア対策機能を持つ。1日200MBまでのVPN接続も可能（別途VPN無制限版へのアップグレードも可能）。
- BitDefender Internet Security
ファイアウォール機能とカメラ・マイクロフォン保護機能が追加され、ネットワーク接続時にトラフィックをリアルタイムスキャンを行う。また、カメラ等を通した盗聴も防ぐ
- BitDefender Total Security
バックアップ機能、ファイル暗号化機能、ペアレンタルコントロール機能が追加されている。Windows版、macOS版、Android版、iOS版が同梱されており、インストール先を選択可能
- BitDefender Premium Security
VPN接続が無制限版となり、優先サポートが受けられる

Mac環境向けに、次の製品が発売されている。前述のように、"BitDefender Total Security"以上の製品はmacOS版が同梱されている。
- BitDefender Antivirus for Mac
アンチウイルス機能など基本的なマルウェア対策機能を持つ製品。

Unix環境向けに、次の製品が発売されている。
- BitDefender Antivirus Scanner for Unices
アンチウイルス機能など基本的なマルウェア対策機能を持つが、常駐機能は有していない。グラフィカルインターフェイスでの操作が可能。日本で購入可能であるが、日本語化はされていない。

モバイル環境向けに、次の製品が発売されている。前述のように、"BitDefender Total Security"以上の製品はモバイル版が同梱されている。
- Bitdefender Mobile Security for iOS
アンチウイルス機能など基本的なマルウェア対策機能を持ちつつ、電力消費を抑える仕様になっている

- Bitdefender Mobile Security for Android
アンチウイルス機能など基本的なマルウェア対策機能を持ちつつ、電力消費を抑える仕様になっている。紛失・盗難時のデバイス位置特定・ロック・データ消去機能がある

## 法人向け製品
企業、教育、政府機関向けには2015年よりBitdefender GravityZoneが販売されている。これはそれまでの「Client Security」「Security for File Servers」「Antivirus Scanner for Unices」「Security for Exchange」らを置き換えるもので、従来の法人向け製品はサポートが終了する2018年までに順次移行となり、販売は終了した。
新しい製品では、OS毎に分かれていたライセンスキーが１つとなり、シングルライセンスでWindows、Windows Server、Linux、Mac OSをカバーする。また分かれていた管理コンソールが統合され、シングルコンソールですべてのエンドポイント、サービスを管理するようになった。管理コンソールは導入時にクラウド、オンプレミスから選択するが、クラウドはBitdefenderが提供するクラウドサービスを利用し、オンプレミスは自分で仮想アプライアンスをダウンロードして使用する。
製品はその利用できるセキュリティ機能に応じて以下のエディションに分かれているが、購入後に上位のエディションへ再インストールなしに移行できる。また全てのエディションで、ライセンスを追加登録することでパッチ管理とストレージ暗号化機能が利用できる。
- Bitdefender GravityZone Business Security
基本的なエンドポイント保護を提供している。
- Bitdefender GravityZone Advanced Business Security
仮想環境向けにスキャン処理を行う専用セキュリティサーバが利用できるようになる。
- Bitdefender GravityZone Elite
自動サンドボックス検査、機械学習スキャンエンジンが利用できるようになる。
- Bitdefender GravityZone Ultra
EDR機能が利用できるようになる。

## 個人向け製品（フリー版）
デスクトップ向け製品からファイアウォール機能などを省き、30日間利用可能な無料版として BitDefender Free Edition が提供されている。アカウント登録をすることで30日間以上無料版を使用することが出来､GoogleアカウントやFacebookアカウントでの利用も可能である。英語版にもかかわらず日本でも広く利用されており、有料版が日本語化され販売される2009年まで、個人ユーザーの間で BitDefender といえば Free Edition のことを指していた。
アンチウイルスソフトウェアでは、常駐監視機能をもつ製品を複数インストールすることは通常望ましくないとされているが、旧 BitDefender Free Edition には常駐監視機能が無かったため、オンデマンド検査専用の「第二のアンチウイルスソフトウェア」として導入する個人ユーザーも多かった。しかし、近年のマルウェアの進化に対抗するため、現在のBitDefender Free Editionでは常駐監視機能をもつ有料版と同等の常駐監視モジュールを組み込むようになっており、以前のバージョンでの「原理的に他のアンチウイルスソフトウェアと干渉しにくい」といった特徴は失われている。そして、2021年末を以てFree Editionの配布が終了し、インストール済の環境での利用も、2022年6月30日で終了予定と告知された。しかしながら、この「Bitdefender Antivirus Free Edition」に代わり、新たにBitdefender Antivirus Free for Windowsが無料サブスクリプションという形で提供が開始された。同様に Bitdefender Virus Scanner for Mac、Bitdefender Antivirus Free for Androidも公開されている。
他に次のツールが本国サイトでは利用できる
- BitDefender Online Scanner
Webブラウザから利用できるマルウェアの検索ツールで、Internet Explorer 6以降で動作する。駆除も行う。
- BitDefender Quick Scan
60秒でスキャンが完了する。

以下のツールは現在は提供されていない
- BitDefender Anti Phishing Free Edition
無償で利用できるフィッシング (詐欺)対策ツールで、Windows XP Service Pack 2以降の32bit版で動作するInternet Explorer 6.0およびMozilla Firefoxのプラグインとして提供されている。
- BitDefender Chat Encryption
インターネットメッセンジャーの暗号化ツールで、プライバシーの保護されたチャットを簡単に利用できるようにするもの。

## 個人向け製品（OEM版）
ソースネクスト販売の「ZERO スーパーセキュリティ」はBitDefenderのOEM製品である。BitDefender Total Securityをベースにしている。使用する端末毎に、更新が無期限で保証される特徴がある（言い換えれば、端末を買い換えると、必ず新たに購入する必要がある）。また、VPNの無制限版へのアップグレードは、1年ごとの更新となる。

## トラブル事例
2010年3月21日 午前1時（日本時間）に提供された自動アップデートにて64ビット版Windows環境においてOSのシステムファイルやBitDefender自身のファイルをTrojan.FakeAlert.5として誤検出し、場合によりOSが起動しなくなる問題が発生した。同日午前3時半にこの問題を解決したアップデートを提供した。